# Pal·lant (fill de Pandíon)
|  | Per a altres significats, vegeu «Pal·lant». |

D'acord amb la mitologia grega, Pal·lant (en grec antic Πάλλας, Pal·las), va ser un rei de Trezè, i el fill petit de Pandíon i de Pília.
Va lluitar contra el seu germà Egeu pel domini d'Atenes i en aquesta contesa fou mort per Teseu juntament amb els seus cinquanta fills, els Pal·làntides.